# Casa de la Marquesa de Uluapa
La casa de la Marquesa de Uluapa está localizada en el número 18 de la calle 5 de febrero en el Centro Histórico de la Ciudad de México, aunque su dirección original era el número 9 de la calle de Monterilla. Se ha demostrado que la casa nunca perteneció a la marquesa de Uluapa y se desconoce el motivo por el cual es llamada así.
 Por esta razón, en los archivos oficiales es nombrada «la casa del número 18 de la calle 5 de febrero», aunque sigue siendo conocida con su nombre popular. La principal característica de la casa son una serie de seis murales realizados a base de azulejos, por tal motivo ha sido considerada una «joya de la arquitectura virreinal».

## Historia
La casa fue construida en el siglo XVI por órdenes del conquistador Hernando de Ávila y formó parte de un mayorazgo, pocos años después pasó a manos de la Archicofradía del Santísimo Sacramento. Más adelante, probablemente a finales del siglo XVII, la archicofradía vendió la casa a Diego Calderón de Benavides, quien posteriormente la heredaría a sus sobrinos. Los hermanos Rivera Calderón la vendieron en 1756, al alférez Nicolás Cobián y Valdés, quien echó abajo la antigua construcción y edificó la casa que persiste hasta la actualidad entre 1762 y 1766.
José Pascual Cobián y Valdés, hijo del alférez, heredó la casa tras la muerte de su padre. En 1806, fue adquirida por de don José Mireles, quien la heredó a su hija María Luisa Mireles. En 1832, María Luisa la vendió a don Antonio Rubio y Campa, quien meses más tarde la cedió a Juan de Goribar. En 1851, Goribar vendió la casa don Manuel Ceballos y este a su vez vendió la propiedad a don Ramón Muñoz en 1856. En 1866, Refugio San Román de la Cortina la recibe a través de una herencia y sus descendientes mantuvieron la residencia en su propiedad.

## Características
La fachada tiene dos niveles con un mezzanine que era bastante común en las casas construidas en el siglo XVIII. El mezzanine solía servir como oficina para el dueño de la casa y tenía una entrada independiente. Las áreas planas de la fachada tienen una decoración sencilla pero en algunas áreas están grabadas algunas gárgolas. La entrada principal está decorada con plantas esculpidas, eslabones de cadenas, volutas, conchas de moluscos y pequeñas máscaras grotescas. Los arcos del patio tienen decoraciones piramidales.
Sin embargo, es dentro de la casa donde está su característica más distintiva. En el interior, en el segundo piso, se encuentran unos murales construidos con azulejos realizados en la Ciudad de México, que muestran imágenes de tamaño natural de los sirvientes, como los mayordomos, las lavanderas y los apateros. Llama particularmente la atención uno de los murales que retrata a una mujer, se cree que se trata de la esposa de uno de sus dueños, el alférez don Nicolás Cobián y Valdés. Los murales de este tipo por lo general solían diseñarse con imágenes religiosas. La casa no está abierta al público.